# Irit Amiel
Irit Amiel (ur. jako Irena Librowicz 5 maja 1931 w Częstochowie, zm. 16 lutego 2021) – izraelska poetka, pisarka i tłumaczka polskiego pochodzenia, dwukrotnie nominowana do Nagrody Literackiej „Nike”.

## Życiorys
Urodziła się w Częstochowie w spolonizowanej rodzinie żydowskiej, jako córka Leona Librowicza i Jentli z domu Hasenfeld. Jej przodkowie ze strony matki przybyli do Polski około 400 lat temu z terenów niemieckich, zaś ze strony ojca wcześniej, prawdopodobnie z Portugalii. Podczas II wojny światowej przebywała w częstochowskim getcie, z którego udało jej się wydostać i dzięki aryjskim dokumentom oraz pomocy Polaków doczekała końca wojny. Jej rodzice i najbliższa rodzina zginęli w obozie zagłady w Treblince. Po II wojnie światowej, za namową Icchaka Cukiermana, przyłączyła się do organizacji Bricha i w 1947 roku nielegalnie wraz z grupą młodzieży przedostała się do Mandatu Palestyny. Początkowo mieszkała w kibucu, a potem w Tel Awiwie. Miała sześcioro wnuków.
Pochowana została na cmentarzu Kirjat Sza’ul.

## Twórczość
Zadebiutowała w 1994 roku tomem wierszy w języku hebrajskim pt. Egzamin z Zagłady, które w tym samym roku ukazały się także w języku polskim. W latach 1995 i 1998 wydała kolejne wiersze. W Polsce ukazały się jej trzy tomy poetyckie: Egzamin z Zagłady (1994, 1998) Nie zdążyłam (1998) oraz Wdychać głęboko (2002), w których porusza problem Holocaustu. Zagładzie poświęcony jest jej zbiór opowiadań Osmaleni (1999), który w 2000 roku nominowano do Nagrody Literackiej Nike. W 2008 roku ukazał się kolejny tom prozy Amiel Podwójny krajobraz (również nominowany do Nagrody Literackiej „Nike”). Za tom Spóźniona nominowana do Orfeusza – Nagrody Poetyckiej im. K.I. Gałczyńskiego w 2017 roku.
Utwory Irit Amiel drukowano m.in. w: „Midraszu”, „Słowie Żydowskim”, „Kresach”, „Czasie Kultury”, „Kulturze” i „Zeszytach Literackich”. Z polskiego na hebrajski przetłumaczyła m.in. utwory Marka Hłaski, Henryka Grynberga, Hanny Krall, Wśród przyjaciół i wrogów. Poza gettem w okupowanym Krakowie M. M. Mariańskich (1987), To jest morderstwo Mieczysława Frenkla (1988), Treny L. Rozenzweig (1993), Utwory własne Abrahama Koplowicza (1995) i wiersze Wisławy Szymborskiej. Z hebrajskiego na polski przełożyła wiersze współczesnych poetów izraelskich i wydała je w autorskiej antologii. Jej twórczość była przekładana na języki: angielski, węgierski, włoski, niemiecki.

## Publikacje
Tomy poetyckie
- Nie zdążyłam, Oficyna Bibliofilów, Łódź, 1998, ISBN 83-86058-86-2.
- Egzamin z Zagłady, Oficyna Bibliofilów, Łódź, 1994 i 1998 ISBN 83-86058-19-6.
- Tu i Tam, Wydawnictwo Apeiron, Bydgoszcz, 1999, ISBN 83-910861-1-9.
- Wdychać głęboko[7], Świat Literacki, Izabelin, 2002, ISBN 978-83-88612-04-6.
- Spóźniona / Delayed[8], Wydawnictwo Austeria, Kraków, 2016 ISBN 978-83-7866-030-9.

Proza
- Osmaleni[9], Świat Literacki, Izabelin, 1999, ISBN 978-83-60318-92-8.
- Podwójny krajobraz, Prószyński i S-ka, Warszawa, 2008, ISBN 978-83-7469-691-3.
- Życie – tytuł tymczasowy[10], Czuły Barbarzyńca Press, 2014, ISBN 978-8362676-29-3.

Wydania zagraniczne
- Mi-Shel atsmi: Shirim Shel Naar Mi-Geto Lodz, Irit Amiel, Abraham Koplowicz, 1994
- Scorched. A Collection of Short Stories on Survivors, na język angielski przełożyła Riva Rubin, Vallentine Mitchell, Portland, Londyn-Portland, 2006
- Megperzseltek, na język węgierski przełożył Peter Hermann, Poligraf Kiado, Budapeszt, 2002, ISBN 963-8585-57-9.
- Tseruvim, Carmel, Jerozolima, 2002, ISBN 965-407-366-8.
- Fratture, Keller Editore, 2010, na język włoski przełożyła Marzena Borejczuk, ISBN 978-88-89767-14-6.
- Dark Flashes, na język angielski wiersze przełożył Marek Kazmierski, OFF Press, Londyn, 2013, ISBN 978-0-9572327-2-3.
- Não cheguei a Treblinka a tempo, na portugalski przełożył Piotr Kilanowski, Fortaleza, 2019[11].

Przekłady
- Abraham Koplowicz, Utwory własne, przeł. na hebrajski Irit Amiel, Jad Waszem, 1995
- Hanoch Levin, Ja i ty i następna wojna, przeł: Irit Amiel, Agnieszka Olek, Jacek Poniedziałek, Michał Sobelman, Agencja Dramatu i Teatru ADiT, Wydawnictwo Austeria, Warszawa-Kraków 2010
- Dan Pagis, Ostatni, przeł Irit Amiel, Wydawnictwo Studio EMKA, 2004, ISBN 83-88931-41-5.